# 许仙

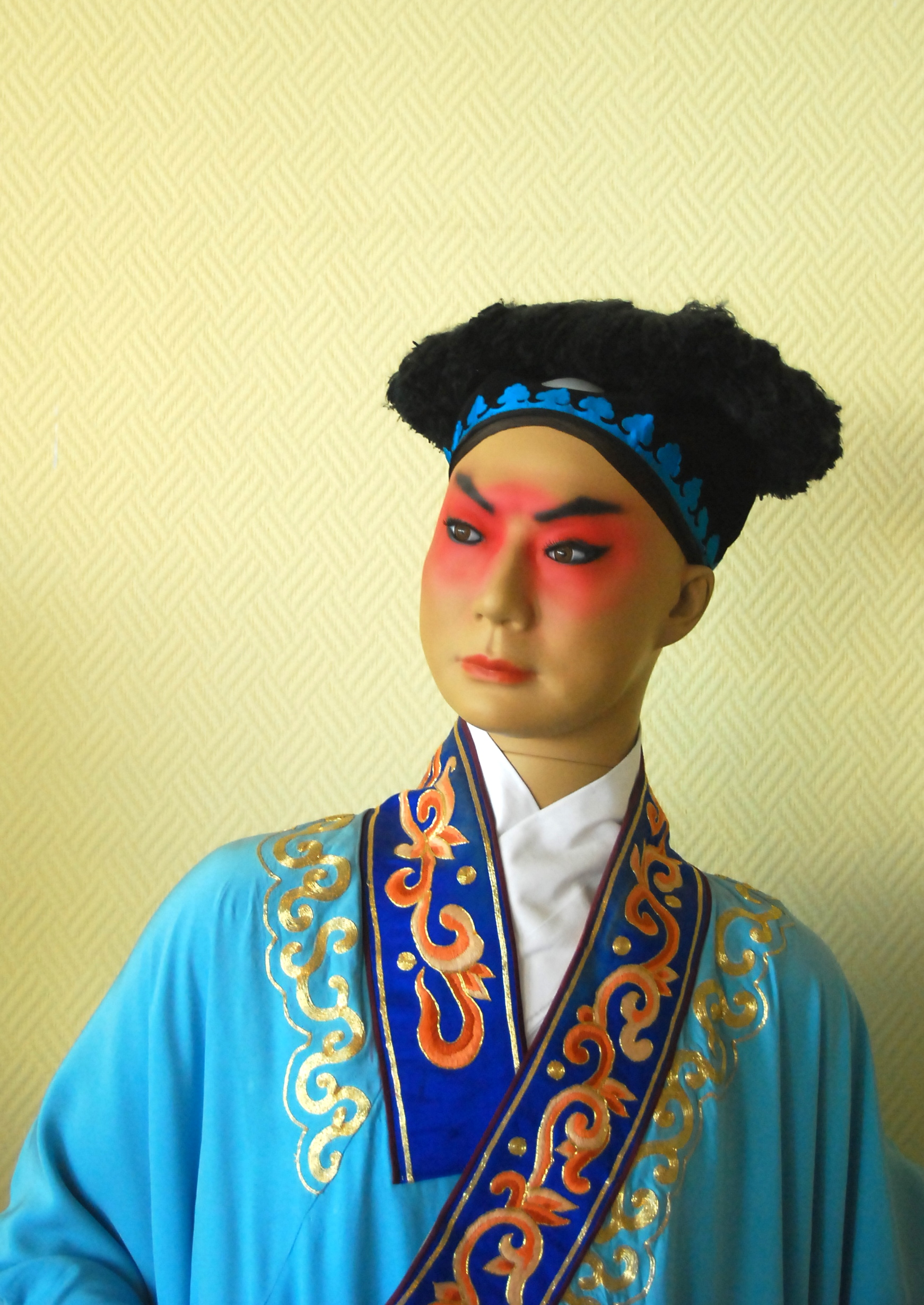
京剧中的许仙

许仙，字汉文，小名小乙，在冯梦龙的《警世通言》〈白娘子永镇雷峰塔〉叫许宣。中国传说故事《白蛇传》中的男主角，许仙曾經因故幫助了一条白蛇。后来白蛇为了报答许仙，化身为一名美女，名叫白娘子，并嫁给了他，引發一連串故事。